# 추령터널
추령터널(秋嶺터널)은 경상북도 경주시 황용동과 문무대왕면 장항리를 잇는 터널으로, 왕복 2차선의 경감로를 구성한다. 총 연장 621m이며, 폭은 12.3m(유효폭 11.3m), 높이 4.8m이다. 2016년 터널현황조서에는 총길이가 361m로 표기되어 있다. 본래 속한 도로명인 경감로와 함께 국도 제4호선을 구성하고 있었으나, 2014년 12월 30일 토함산을 지나는 국도 구간의 개량을 목적으로 건설된 토함산터널의 개통으로 국도 지정이 해제되었다.
대한민국에서 유일한 S자형 터널이다. 1991년 1월에 착공하여, 1998년 1월 12일에 개통하였다.

## 논란
1998년 1월 12일 개통한 지 두 시간만에 터널 내의 전기시설 배전판이 고장을 일으켜 조명이 모두 꺼지는 사고가 일어나 차량 통행이 금지되었다가 같은 해 1월 15일에 다시 개통하였다.

## 같이 보기
- 토함산터널
- 추령